# Langenholtensen
Langenholtensen ist ein Ortsteil der Kreisstadt Northeim in Niedersachsen.

## Geografie
Das Dorf Langenholtensen liegt unmittelbar nördlich der Northeimer Kernstadt. Es befindet sich zwischen dem Edesheimer Wald (max. 270 m ü. NN) im Norden, dem Rethoberg (252 m ü. NN) im Nordosten, dem Fachberg (246,9 m ü. NN) im Osten, dem Galgenberg (ca. 150 m ü. NN) im Südwesten und dem Sultmerberg (226,3 m ü. NN) im Westen auf 115 bis 150 m ü. NN. Südlich davon, auf der anderen Seite des Rhumetals, liegt der Wieter.
Durch Langenholtensen fließt von Norden nach Süden die Dünne, in die am südlichen Ortsrand der aus Brunstein kommende Leimkebach mündet, wonach die Dünne nach wenigen hundert Metern in den östlichen Leine-Zufluss Rhume mündet.
Die Bundesstraße 248, die sich hiesig die Strecke mit der Deutschen Alleenstraße teilt, führt westlich an Langenholtensen vorbei und verbindet die Bundesautobahn 7 über die nördlich gelegene Anschlussstelle bei Echte mit der südlich gelegenen Northeimer Kernstadt.

## Geschichte

### Namensherkunft
Der Name stammt von Holzhausen ab, ein in Deutschland recht häufig vorkommender Ortsname. Im Ostfälischen als Holthusen ausgesprochen wurde es zu Holtensen. Zur Unterscheidung von den acht gleichnamigen Orten Holtensen in dieser Region, setzte sich im 20. Jahrhundert der auf die längliche Form des Ortes hinweisende Name Langenholtensen durch.

### Ortsgeschichte
Eine erste urkundliche Erwähnung gibt es erst aus dem Jahr 1141. Dem nahegelegenen Northeim wurden im Jahr 1252 die Stadtrechte verliehen. Dadurch entstand in den folgenden Jahrhunderten eine Landflucht aus den umliegenden Dörfern, wodurch einige von ihnen wüst fielen (Medenheim, Sultheim, Sonderhagen). Auch aus Langenholtensen zogen einige Familien (mind. 25 Personen sind für die Zeit zwischen 1338 und 1542 nachweisbar) in die Stadt und siedelten sich in der nach ihnen benannten Holzhäuserstraße an.

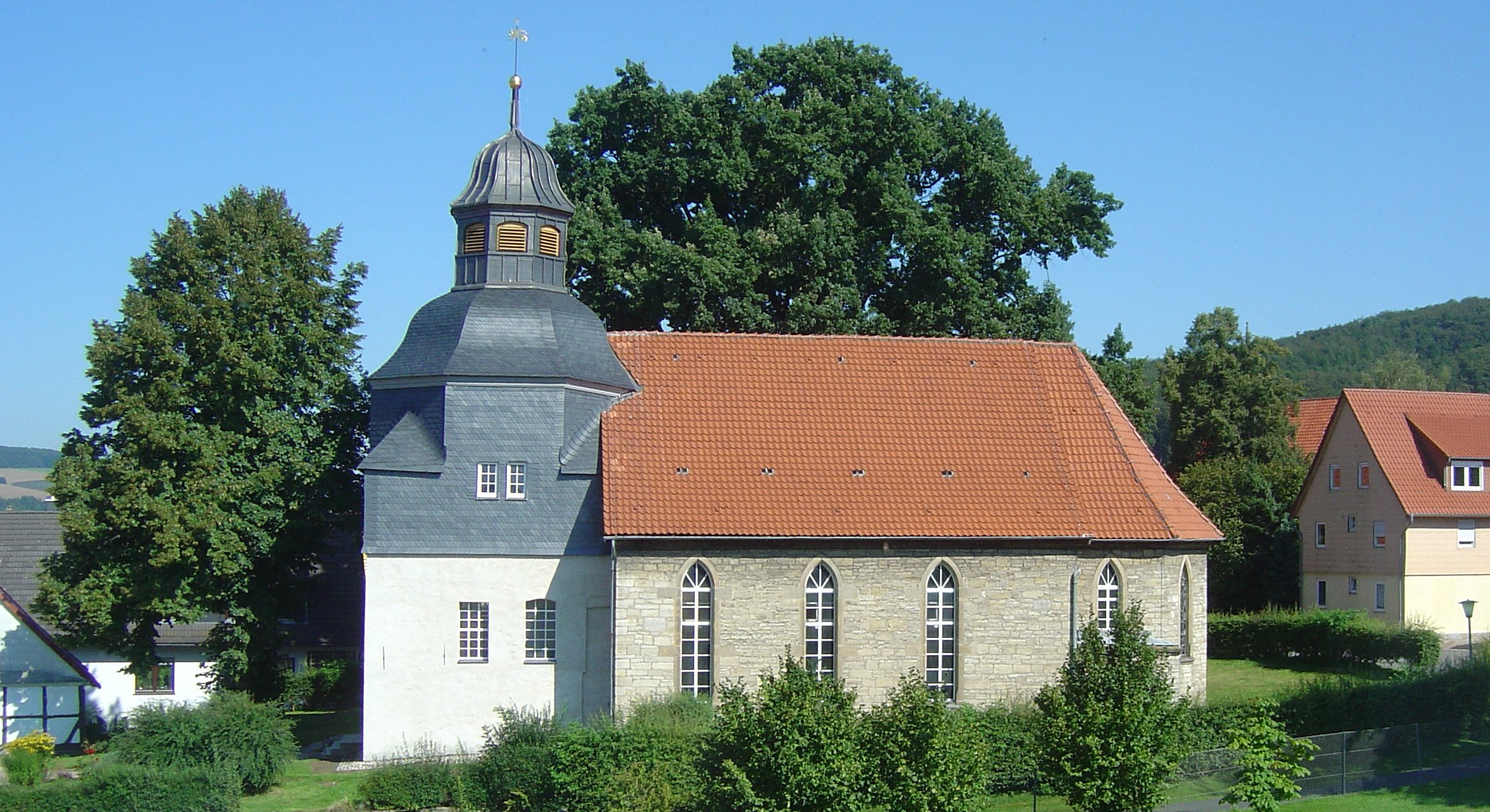
Kirche St. Martini

Während des Dreißigjährigen Krieges wurde die Stadt Northeim 1626/27 durch die kaiserlichen Truppen belagert. In Langenholtensen wurden einige der Soldaten einquartiert, die nach ihrem Abzug ein verwüstetes Dorf hinterließen. Von sechs Vollmeierhöfen waren fünf zerstört. Die ebenfalls zerstörte Kirche wurde erst 1689 neu errichtet. Der Turm ist erhalten geblieben, das Langhaus wurde 1877/78 wegen Baufälligkeit und Brand abgebrochen und im gotischen Stil erneuert. 2008 wurde die Kirche, deren Gemeinde zum Kirchenkreis Leine-Solling gehört, nochmals renoviert.
Am 1. März 1974 wurde Langenholtensen in die Kreisstadt Northeim eingegliedert.
Zu Langenholtensen gehört auch die Siedlung Brunstein. Sie liegt nahe der ehemaligen Burg Brunstein.

### Bevölkerungsentwicklung
- 1689: 0239 (62 in Brunstein)
- 1775: 0447
- 1818: 0510 (69 in Brunstein)
- 1885: 0838[4]
- 1910: 0979[5]
- 1925: 0960[4]
- 1926: 0972
- 1933: 1081[4]
- 1939: 1072[4]
- 1961: 1520[6]
- 1963: 1520
- 1970: 1649[6]
- 2001: 1690
- 2005: 1860
- 2009: 1897
- 2013: 1909 (davon 78 in Brunstein)[1]

## Politik

### Ortsrat
Langenholtensen hat einen elfköpfigen Ortsrat, der seit der Kommunalwahl 2021 ausschließlich von Mitgliedern der CDU besetzt ist. Die Wahlbeteiligung lag bei 61,48 Prozent.

### Ortsbürgermeister
Ortsbürgermeisterin ist Reta Fromme, stellvertretender Ortsbürgermeister ist Eckhardt Joecks.

### Wappen
„Unter blauem Schildhaupt, darin ein goldener Gerichtsstab, in Silber ein goldener Ring, bedeckt mit fünf Eichenblättern, in dem sich in Blau eine silberne Rose mit grünen Kelchblättern und einem roten von einem schwarzen Kreuz belegten Herzen befindet (Wappen Martin Luthers)“
Auf dem alten Friedhof wurde am 10. November 1883 eine Luther-Eiche gepflanzt, die sich zu einem schönen Naturdenkmal entwickelt hat. Der Rechtsstab soll auf die Gerichtsbarkeit des vormaligen Amtes Brunstein hinweisen. Das Wappen wurde am 20. März 1964 genehmigt.